# Mischungsprinzip

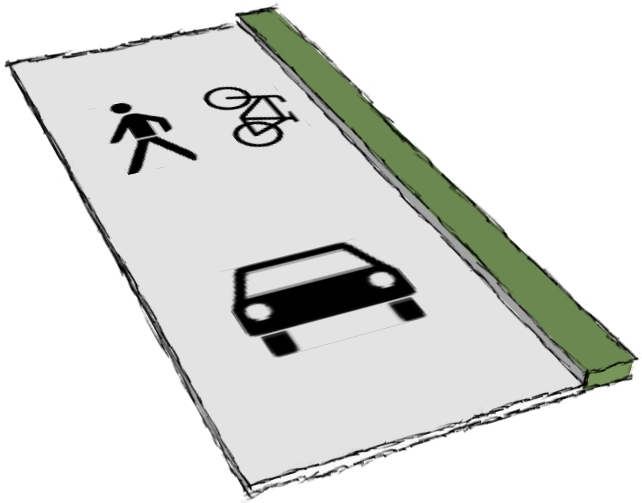
Schematische Darstellung des Mischungsprinzips

Das Mischungsprinzip ist in der Verkehrsplanung die Zusammenlegung der Verkehrsflächen verschiedener Verkehrsarten zum Mischverkehr. So verlangsamt sich die durchschnittliche Geschwindigkeit der Verkehrsströme und erhöht sich die Aufenthaltsfunktion der  Straße. Anders als beim Trennungsprinzip wird beim Mischungsprinzip die gegenseitige Rücksichtnahme einerseits gefordert, aber auch gefördert. 

## Anwendung
Verwendung findet das Mischungsprinzip bei Verkehrswegen im Verkehrsberuhigten Bereich, bei der Fahrradstraße, bei Gemeinsamen Geh- und Radwegen sowie im Konzept des Shared Space.